# Ключі (Єманжелинський район)
Ключі (рос. Ключи) — селище у Єманжелинському районі Челябінської області Російської Федерації.
Входить до складу муніципального утворення Красногорське міське поселення. Населення становить 339 осіб (2017).

## Історія
Від 1931 року належить до Єманжелинського району Челябінської області.
Згідно із законом від 28 жовтня 2004 року органом місцевого самоврядування є Красногорське міське поселення.

## Населення
| 2002 | 2010 | 2011 | 2012 | 2013 | 2014 | 2015 |
| ---- | ---- | ---- | ---- | ---- | ---- | ---- |
| 403  | ↘360 | ↘359 | ↘353 | ↗357 | ↘349 | ↘348 |
| 2016 | 2017 |      |      |      |      |      |
| ↘345 | ↘339 |      |      |      |      |      |